# Transport

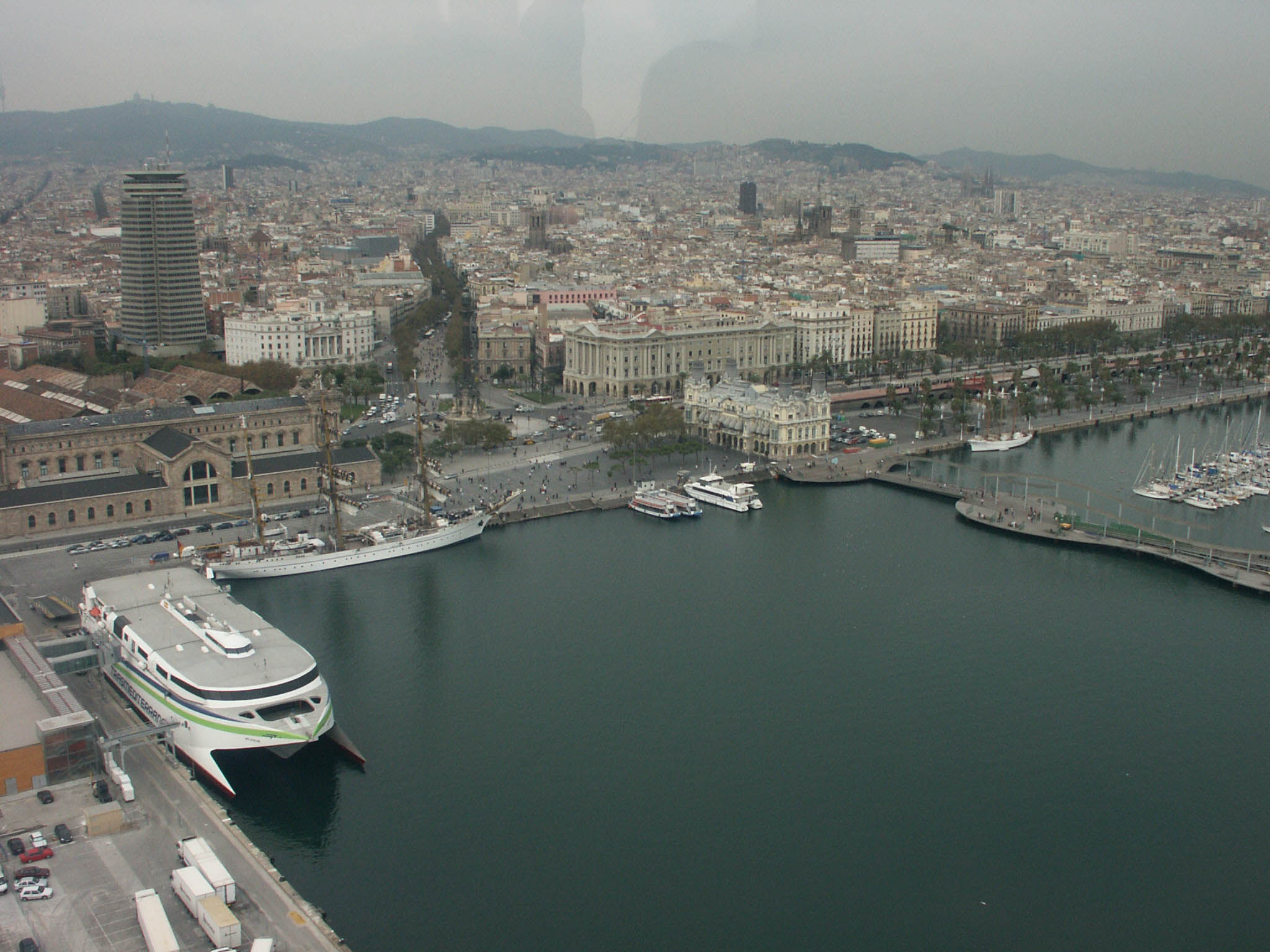
El port de Barcelona representa un dels majors eixos de transport del Mediterrani.

El transport és el moviment de gent i béns d'un lloc a un altre. Transport ve del llatí trans ("a través") i portare ("portar"). Les particularitats dels mitjans de transport es fonamenten en les tècniques per tal d'aconseguir els seus objectius, que són el moviment de càrregues o de persones d'un lloc a un altre en unes condicions determinades. Per aconseguir-ho es fan servir diferents tipus de transports, fàcilment classificables per separat, atenent als diferents tipus d'elements que les componen en termes de via, vehicle i planta motriu. Els vehicles que es mouen per les xarxes de transport inclouen els automòbils, les bicicletes, els autobusos, els camions, les persones, els helicòpters i els avions. Les operacions tracten la manera en què s'utilitzen els vehicles, i els procediments especificats per aquest fi inclouen el finançament, els aspectes legals i les polítiques. A la indústria del transport, les operacions i la propietat de la infraestructura poden ser públiques o privades, segons el país i el mitjà de transport.

## Història

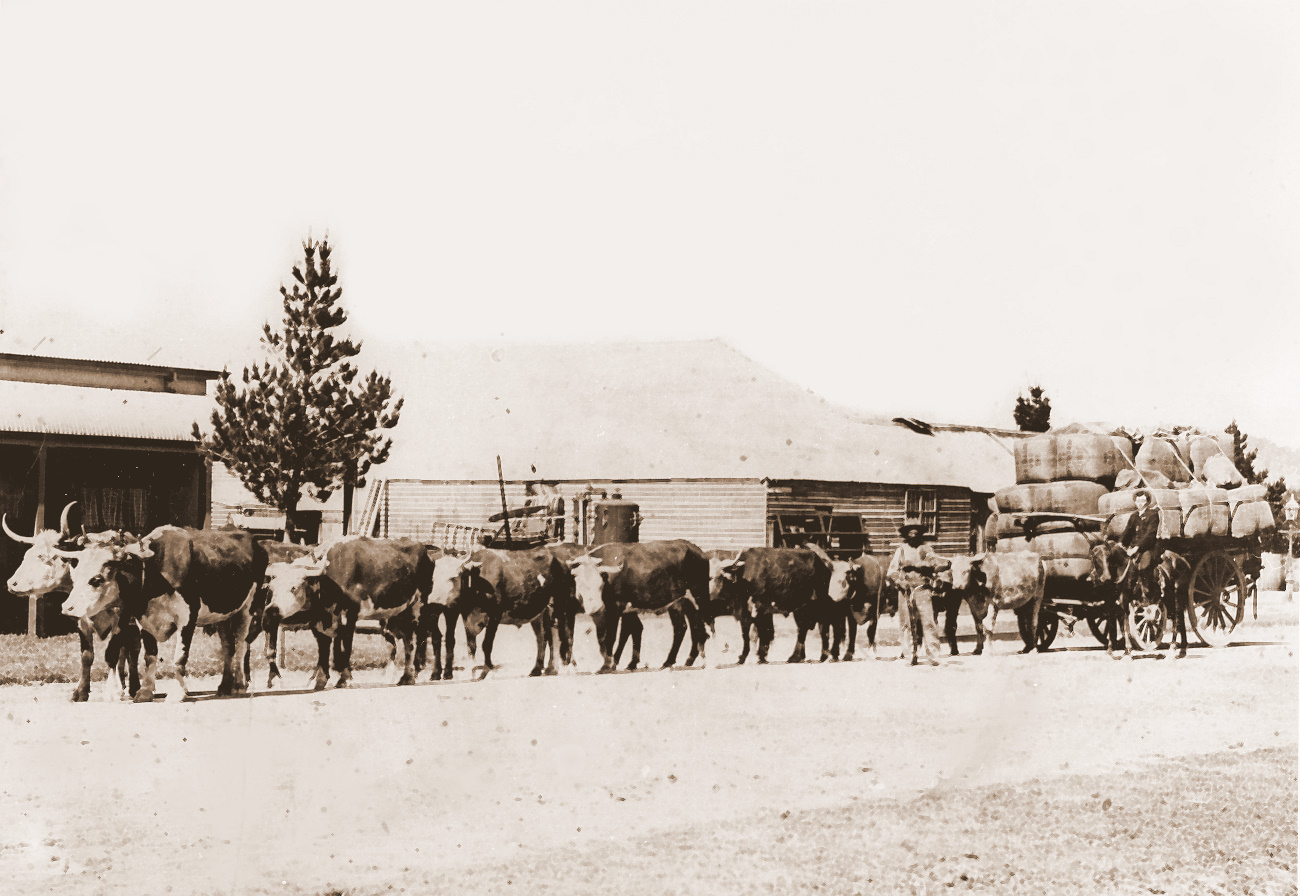
La imatge mostra l'ús d'animals per transportar cotó a Austràlia.

Es pot dividir la història del transport en tres grans etapes segons l'origen de la força motriu del transport:
- Primera fase, on el transport depèn del treball humà per tal de desplaçar-se o bé com a element motor de màquines o vehicles.
- Segona fase, on també es feien servir animals domesticats com a força motriu per al moviment de màquines, vehicles o com a animal de sella.
- Fase actual, amb l'aprofitament i l'ús del motor: Als seus inicis es feu servir intensivament i permeté un gran desenvolupament del transport. Sorgí a partir de la invenció de la màquina de vapor.

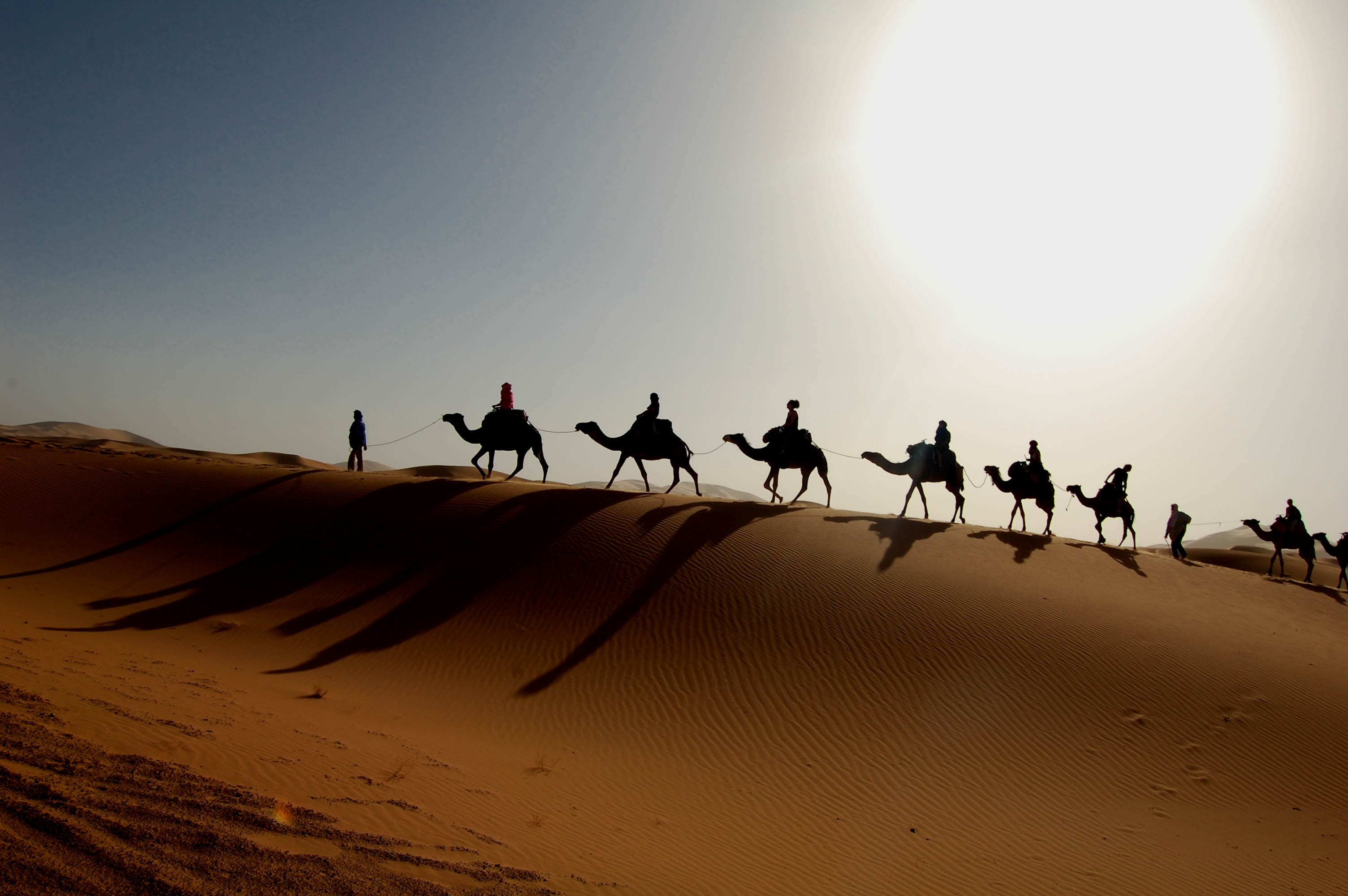
Caravana de dromedaris al desert del marroc. Exemple de l'ús d'animals a territoris totalment hostils

El primer mitjà de transport dels éssers humans va ser anar a peu i nedar. Amb la domesticació dels animals representà una nova manera de transportar càrrega en forma de mercaderies o de passatgers, carregant el pes a transportar als animals que puguin portar la càrrega. L'ajuda dels animals permeté la comunicació i l'habitatge de zones que l'ésser humà no hagués pogut assolir per si mateix fins a l'aparició d'altres mitjans motors. Segons els territoris, es domesticaren els animals compactes i amb millors capacitats de càrrega per al transport; l'ase, els camells, dromedaris, bous, rens, iacs, elefants, búfals, llames, són alguns dels animals que es feien servir per a portar càrregues fins i tot travessant els llocs més hostils.
L'exemple més característic del transport amb l'ús d'animals són les caravanes amb camells o dromedaris, animals capaços de suportar les elevades temperatures, les variacions tèrmiques del desert o les caravanes d'hivern i que van permetre la connexió de llocs llunyans mitjançant llargues expedicions, com les que connectaven orient i occident a través de la ruta de la seda. Aquests animals es fan servir en l'actualitat per a càrregues de 100-150 kg segons la grandària del camell per tal de cobrir grans trajectes. Aquest mitjà de transport, ha estat de gran importància per a totes les civilitzacions, especialment allà on l'hostilitat del terreny no permetia l'ús de vehicles amb rodes com als deserts o les zones sense carreteres habilitades o bé no se'n coneixia la tecnologia, com a l'Amèrica precolombina.
També el transport naval es remunta a la prehistòria, quan es construeixen útils funcionals per al moviment a l'aigua, que més endavant evolucionarien en vaixells a l'edat antiga. El transport naval esdevingué l'única manera eficaç de transportar grans quantitats o en grans distàncies abans de la Revolució Industrial.
Un important avenç en les tecnologies del transport fou el pas de la càrrega directa a les espatlles de l'animal a l'ús de vehicles rudimentaris en forma de trineus. La invenció de la roda va ser també una fita fonamental, ja que permeté economitzar els esforços necessaris per a moure vehicles i màquines. Això no obstant, aquests desenvolupaments centrats en els vehicles van resultar adaptacions a causa d'unes condicions determinades del terreny, això és: la presència de sòls lliscants, com la neu o el gel per al cas dels trineus o l'existència de camins per al cas de les rodes, que se servien en principi dels camins generats per la pastura dels ramats i pel pas d'animals en general.
Una important revolució orientada a l'adaptació del territori al vehicle fou iniciada amb la construcció de carreteres, on destaquen com a constructors els cossos d'enginyers Assiris.

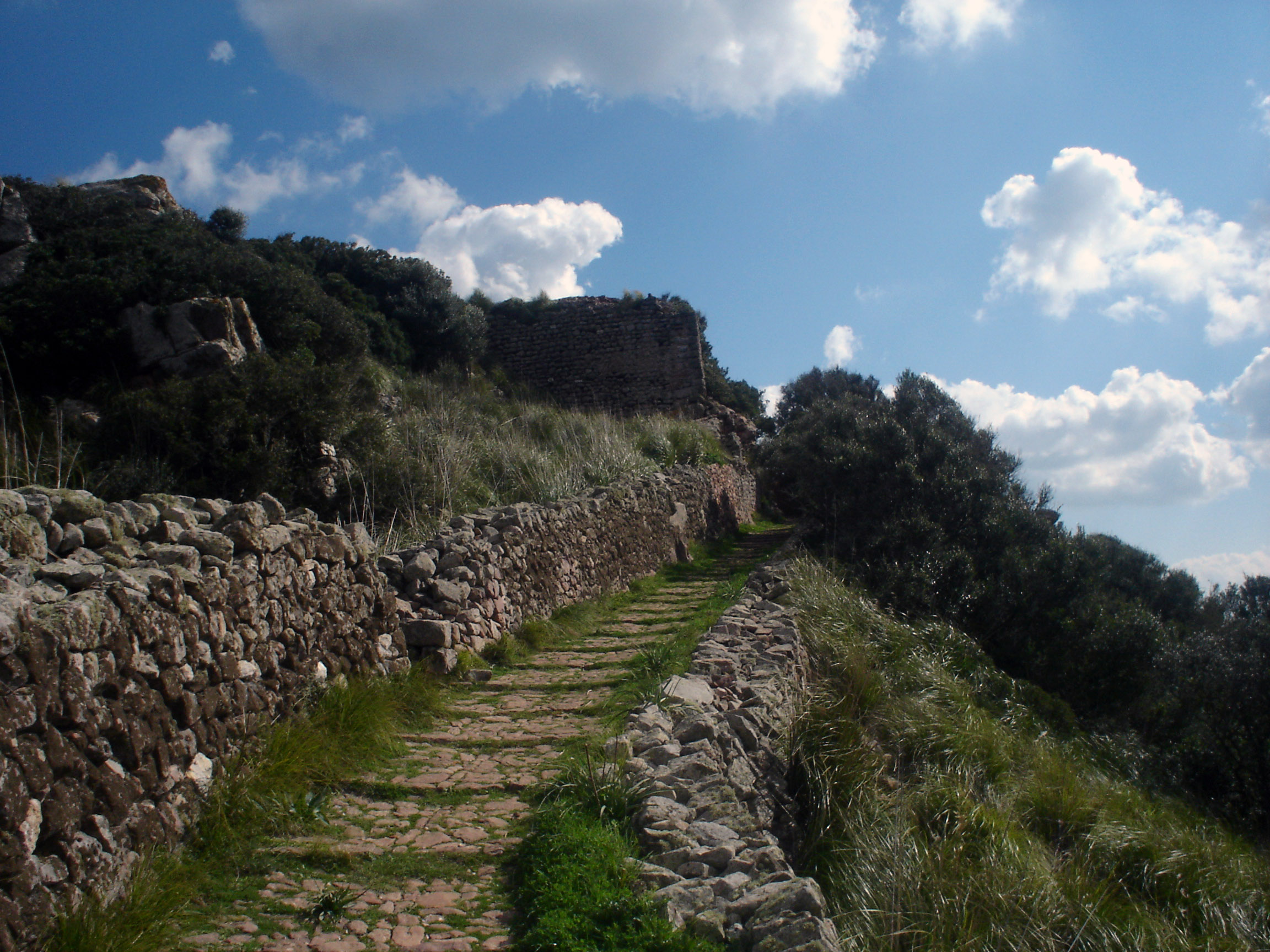
Via romana de Santa Àgueda a Menorca

L'Imperi Romà, també va construir una llarga xarxa de camins pavimentats, per tal de permetre als seus exèrcits de viatjar ràpidament; les vies romanes es basaven a construir una capa de fonaments de pedra matxucada com a capa subjacent per tal de garantir-la seca i compacta. Així, l'aigua podia circular i ser evacuada del camí a través de la pedra triturada, en lloc de convertir-se en el fang en els sòls d'argila. La civilització romana es basava en l'ús, manteniment i millora del sistema de transport que permetia el comerç i el transport dels exèrcits. Les millores a les vies estaven centrades en la durabilitat i la disponibilitat de les seves carreteres. Moltes millores a les tècniques de les carreteres i d'evacuació d'aigua als paviments són degudes als avantpassats romans, cosa que permet ser conscient de la importància d'aquesta civilització per al transport.

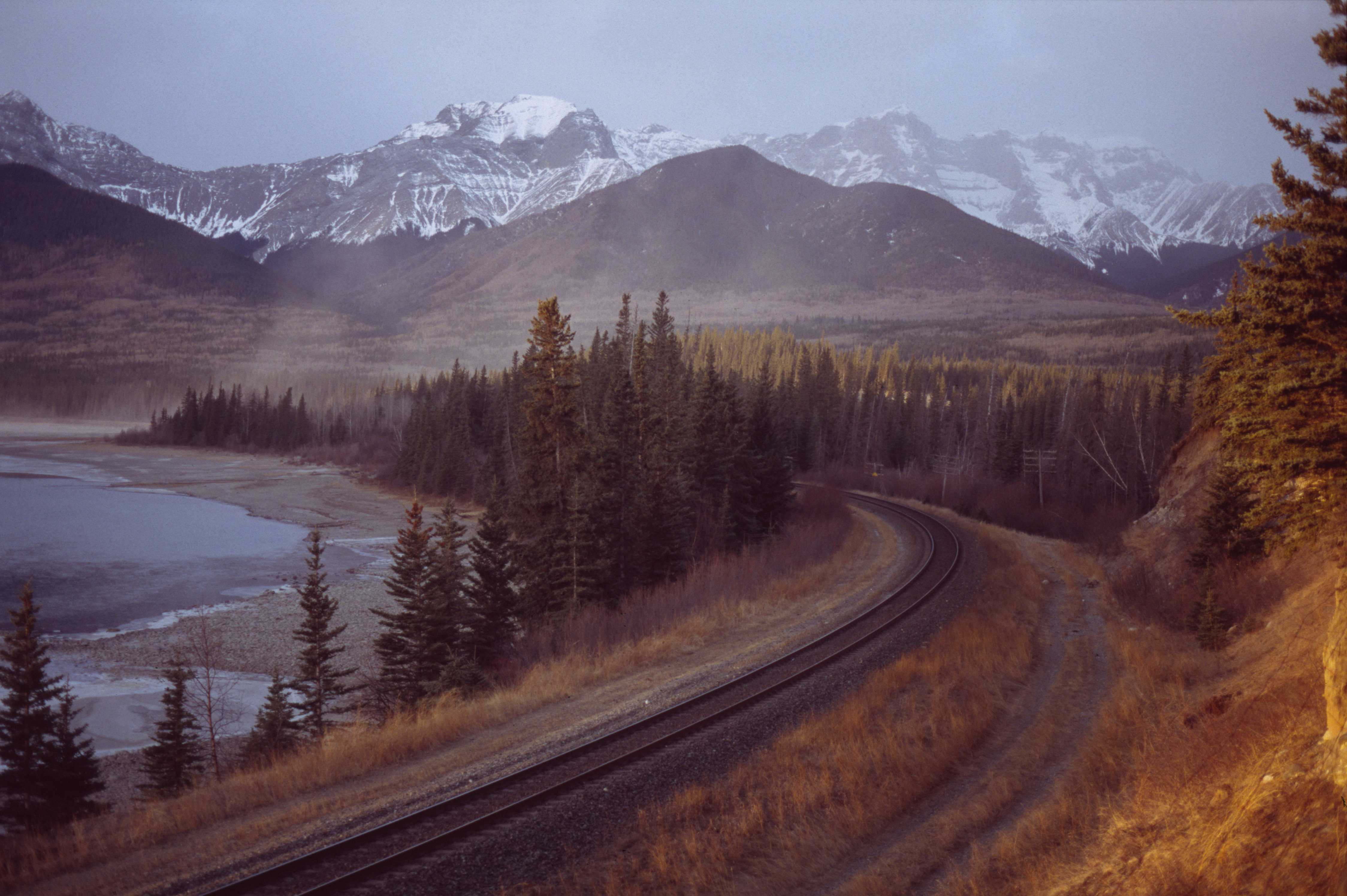
Via fèrria a la vorera del riu Athabasca al seu pas pel Llac Brûlé a Alberta (Canadà). L'expansió del ferrocarril se situa també a la vora dels llacs i dels rius, en alguns casos possibilitant una alternativa per als nodes del transport fluvial

El primer transport de riu podria haver-se desenvolupat gràcies als avenços en les habilitats manuals que permeteren la tallada de troncs i la construcció de balses o canoes. El transport marítim i fluvial es comença a realitzar amb vaixells que aprofitaven la força motriu del vent o bé la força humana, fent servir rems per a propulsar-se. La importància del comerç marítim i fluvial va propiciar el bastiment de ciutats i nuclis comercials a la vora dels rius o del mar, sovint en cruïlles naturals dels mateixos rius o al pas dels rius a prop de la desembocadura del mar. Abans de l'arribada de la revolució industrial, l'evolució del transport continua sent lenta i costosa, i la producció i el consum se situen el més a prop possible per tal de minimitzar el cost del transport.
Amb la revolució industrial s'introdueix el ferrocarril, que es perfecciona progressivament fins al punt de convertir-se en el mitjà de transport més eficaç i econòmic. El ferrocarril fou el mitjà de transport preferit en iniciar-se la revolució industrial, donant majors velocitats, rendiments econòmics, flexibilitat, fiabilitat i freqüències més constants que els altres mitjans de transport contemporanis, com el transport per carretera i el transport fluvial, els quals s'enfrontaven amb la dura competència que suposava el ferrocarril. Encara avui dia, l'eficiència del transport ferroviari és major que la del transport per carretera.

## Elements del transport
S'ha de distingir entre tres elements físics clau que fan possible el transport, que són la via, el vehicle i la potència. El component organitzatiu dels mitjans de transport s'anomena Operacions.

### Infraestructura del transport
S'anomenen específicament via, o generalment infraestructura del transport, els elements de la xarxa de transports que fan possible la circulació de vehicles o càrregues a través seu. El disseny i la planificació corresponen a l'enginyeria civil i a l'urbanisme.
Exemples d'infraestructures a les modalitats de transport més conegudes són:
- Aeroport per al trànsit d'aeronaus, càrregues i passatgers.
- Canal per al trànsit de vaixells
- Carretera per al trànsit d'automòbils
- Port per al trànsit de vaixells i càrregues
- Ferrocarril per al trànsit de trens
- Canonada per al transport de fluids
- Terminal d'autobús per al trànsit d'autobusos i passatgers

Els usuaris de xarxes de transport no són necessàriament vehicles; també pot donar-se el cas de circulació de persones o animals en vies específicament dissenyades per a ells. D'altra banda, l'acció de transportar és intrínseca a qualsevol procés, cosa que fa necessari considerar el transport de béns, substàncies o de productes semielaborats que circulen per cintes transportadores, conductes i canonades.

### Vehicles

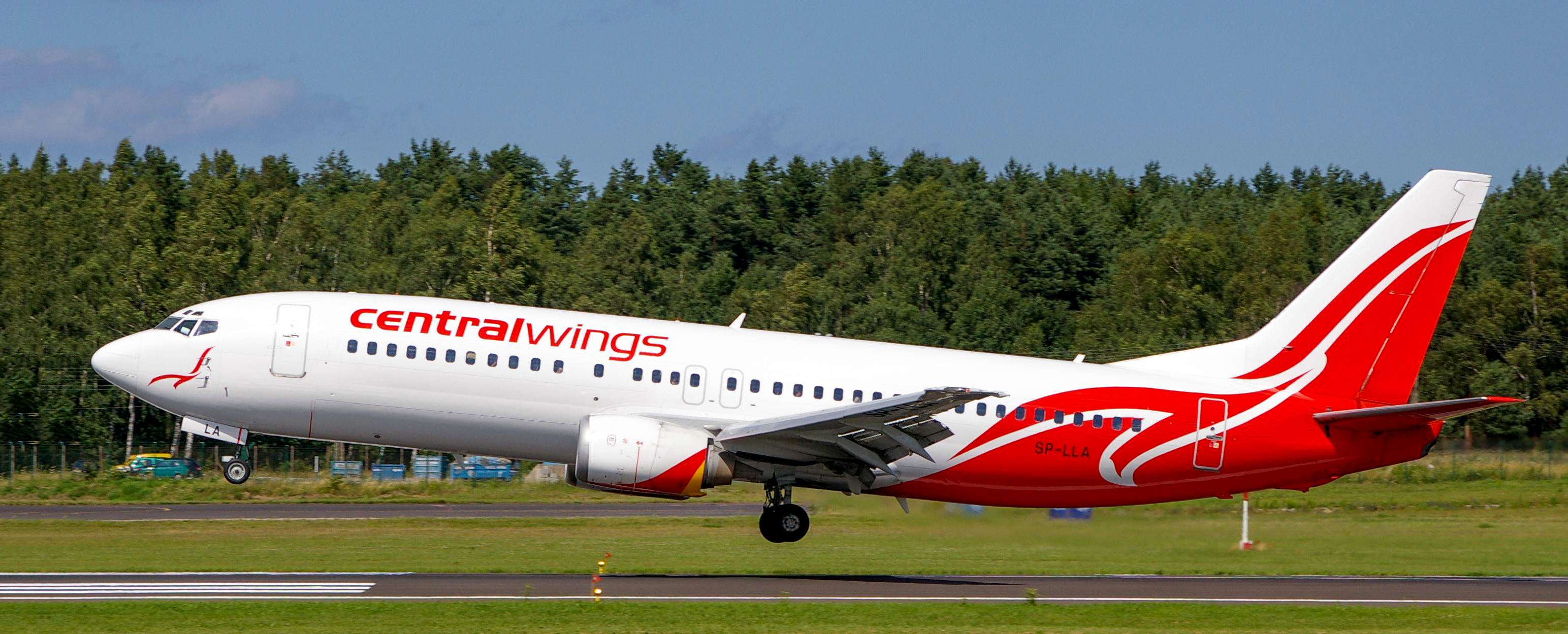
L'avió és un vehicle de llarg abast. A la imatge es mostra un Boeing 737 durant l'aterrament

El vehicle és un dels actors principals a qualsevol sistema de transport. En general, el seu disseny correspon a l'enginyeria mecànica. D'aquestes màquines depenen gran part dels sistemes de transport modern, havent-se adaptat la mateixa xarxa de transports a les tecnologies que s'anaven introduint a cadascuna de les modalitats. Exemples de vehicles són els automòbils, els camions, els trens, els avions o les bicicletes. Aquestes màquines transiten sobre les xarxes de transport dissenyades específicament per a la seua circulació.
Des del punt de vista funcional, un vehicle és una màquina dissenyada per transportar una càrrega determinada en un medi ambient determinat. Les capacitats d'aquesta màquina per dur a terme les diferents missions en l'àmbit del transport es mesuren segons les següents característiques tècniques:
- Càrrega útil: Càrrega de béns o persones (segons funció) que és capaç de transportar.
- Eficiència o consum
- Disponibilitat: Percentatge del temps que la màquina roman disponible per acomplir la seua funció. En contraposició a la indisponibilitat és el percentatge de temps que el vehicle no està parat per manteniment, servei o avaria.
- Entorn (s) de desplaçament: carretera, mar, aire, gel, neu, camins, ambients desèrtics, rius, llacs, etc.
- Velocitat: Segons condicions de pendent, de via de circulació, d'entorn, etc.
- Autonomia: Màxima durada de viatge sense necessitats de servei (en espai o en temps).

### Potència
És l'element del transport que proporciona força motriu gràcies a l'ús de motors i altres forces de tracció d'origen animal o ambiental.
Exemples de fonts de potència són:
- Motor de combustió interna alternatiu
- Motor de combustió externa alternatiu
- Turbina de gas
- Motor elèctric
- Tracció animal
- Força del vent
- Força de la gravetat

### Operacions

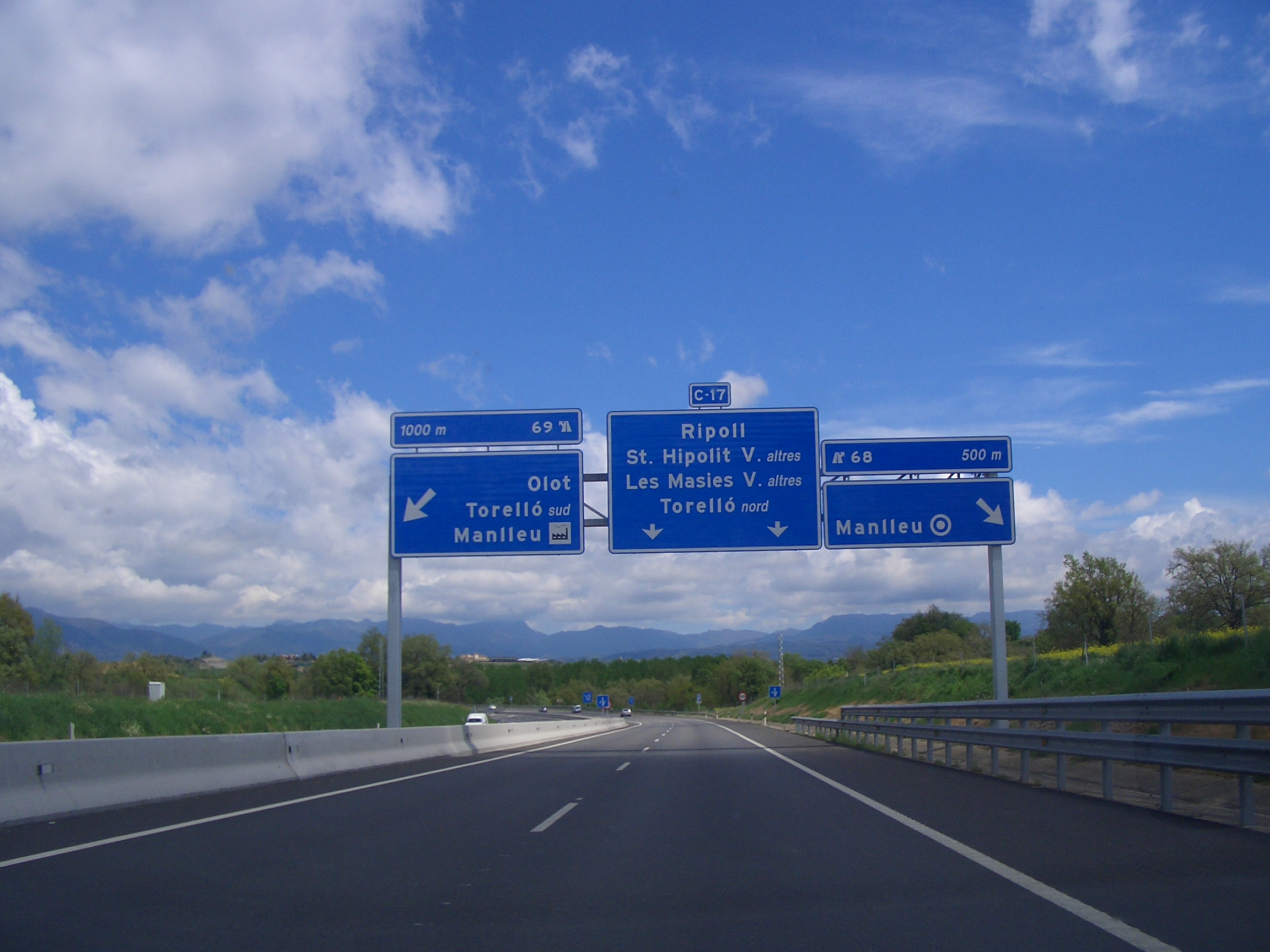
Senyals de trànsit que ajuden a la correcta orientació dels usuaris de l'autovia C-17

Les operacions representen la manera d'organitzar-se els usuaris dels mitjans de transport. En general, formen part de les operacions el control dels sistemes de transport, la política sobre transport, els senyals de trànsit, etc. Operacions més complexes, com per exemple el Cross docking poden donar una visió sobre la necessitat justificada de fer servir sistemes informàtics que tracin el sistema de transport.
Les operacions abasten tot tipus d'eines per al control, no només les relacionades amb la gestió a l'instant del transport (elements tipus semàfors, control de trens, control del trànsit aeri, etc.). També en formen part elements més estàtics com les polítiques, el finançament i la regulació del transport (p. ex. l'ús de peatges o impostos).

## Modes de transport
Els modes de transport són combinacions de xarxes, vehicles i operacions, que donen solucions específiques al problema del transport. Cada mode té els seus avantatges i desavantatges, i se'n seleccionen uns o altres en funció del cost, de la capacitat, de la ruta, de la velocitat i de la importància de la càrrega.
Els modes de transport es classifiquen principalment segons les característiques de via i el tipus de vehicle.

### Transport per carretera
Els elements del transport per carretera o mode viari són els vehicles, moguts generalment per motors de combustió interna i dotats de rodes i direcció per tal d'adaptar-se a les carreteres per al seu moviment. El bastiment d'una infraestructura de carreteres depèn directament de les tecnologies de construcció de què es disposa i de les solucions necessàries per als diferents entorns de construcció: sorteig d'obstacles, configuracions dels carrers a les ciutats, necessitats d'aparcament de vehicles, etc.

### Transport naval
Els elements del transport naval o mode naval són els vehicles en forma de vaixell, propulsats generalment per motors de combustió interna i amb capacitat de flotació per tal de surar pel mar o pels rius, transportant així la seva càrrega. La infraestructura necessària per al moviment de vaixells no només és la massa d'aigua sobre la qual se sura, també és necessària la construcció de ports, fars, dics i canals (en el cas fluvial) que fan possible les operacions del transport naval i de via en major o menor mesura.

### Transport ferroviari
Els elements del transport ferroviari o mode ferroviari són els vehicles en forma de tren amb un o més motors tractors que impulsen una gran quantitat de vagons, aprofitant la baixa resistència aerodinàmica i de rodolament que oposa el seu pas a través de les vies ferroviàries, que consisteixen en un parell de carrils d'acer que s'estenen continuadament per tota la xarxa ferroviària.
Les construccions necessàries són les mateixes vies, les estacions, les utilitats de càrrega i descàrrega, les instal·lacions de manteniment, els ponts, etc.

### Transport aeri
Els elements del transport aeri o mode aeri són els vehicles en forma d'aeronau amb un o més motors que impulsen l'aire mitjançant hèlix o turbines i les mateixes vies, designades per aviació civil, per les quals els vols són controlats en tot moment, sempre circulant d'aeroport en aeroport.
És necessària la construcció d'aeroports amb pistes d'aterratge, de rodolament, ajudes a la navegació, terminals, etc.

### Transport per canonada
Els elements del transport per canonada són la potència en forma d'estacions de bombament o de compressió que impulsen fluids a través de les vies en forma de canonades. Tenen la particularitat a l'àmbit dels transports que el mateix fluid és càrrega i vehicle alhora.

### Operacions i mitjans de transport

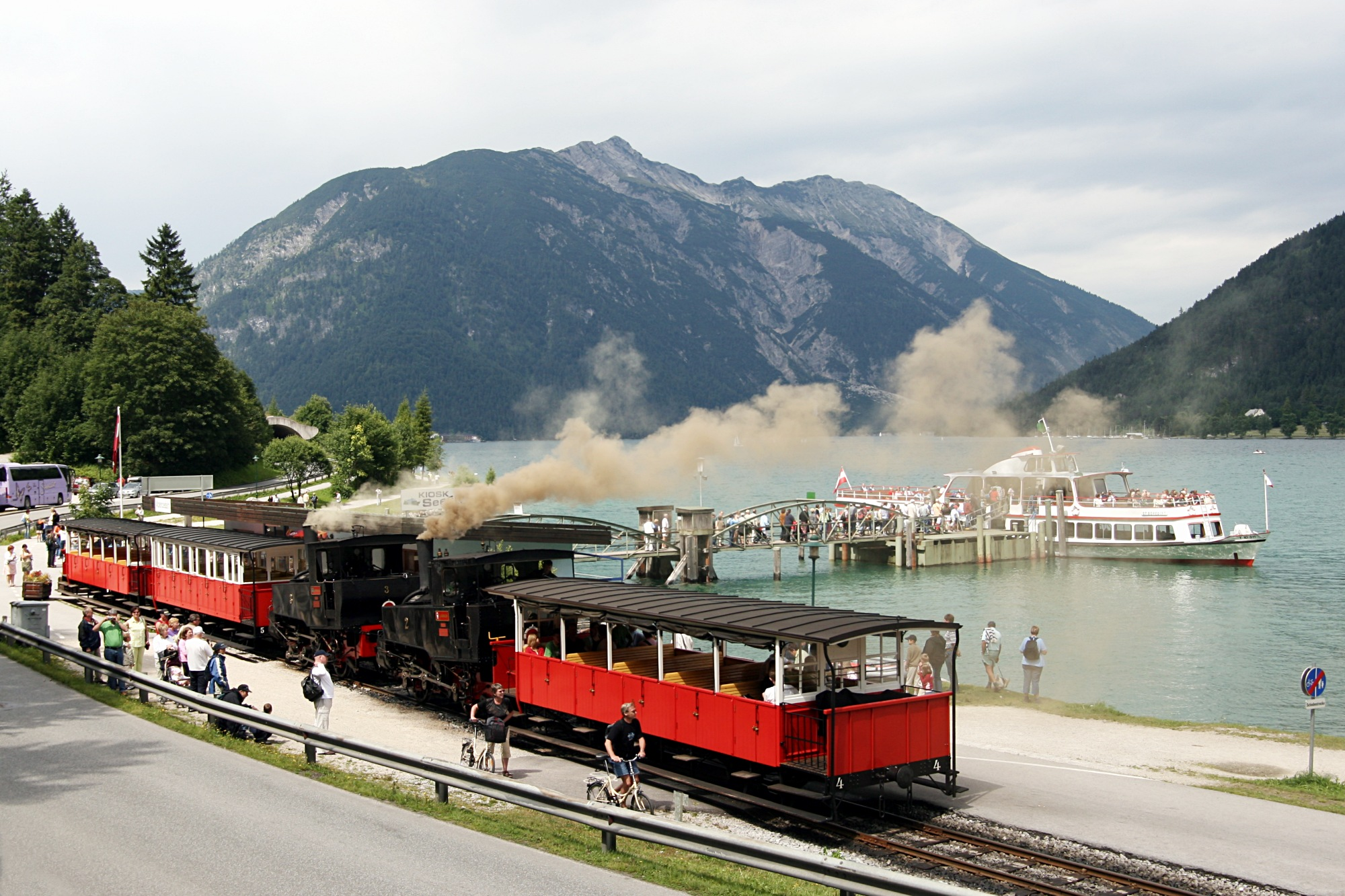
Transport combinat de passatgers. Estació de Seespitz al llac Achensee al Tirol, Àustria

L'ús dels diferents mitjans de transport, no només depèn del vehicle i la via, en alguns casos és útil classificar els transports segons el seu caire organitzatiu a les operacions i l'operador:
- Quan s'utilitzen diversos mitjans de transport de mercaderies cobert per un contracte de multimodalitat, es parla de transport multimodal.
- Quan s'utilitzen diversos mitjans de transport amb el mateix vehicle o unitat de càrrega inalterats es parla de transport intermodal, es tracta d'un tipus de transport multimodal.
- Quan es tracta d'un transport intermodal amb el mínim recorregut possible per carretera es parla de transport combinat.
- Quan existeixen clares diferències entre transport públic i transport privat, amb vehicles i organitzacions públiques o privades respectivament.
- Quan es pot distingir entre el transport de mercaderies i el transport de passatgers.

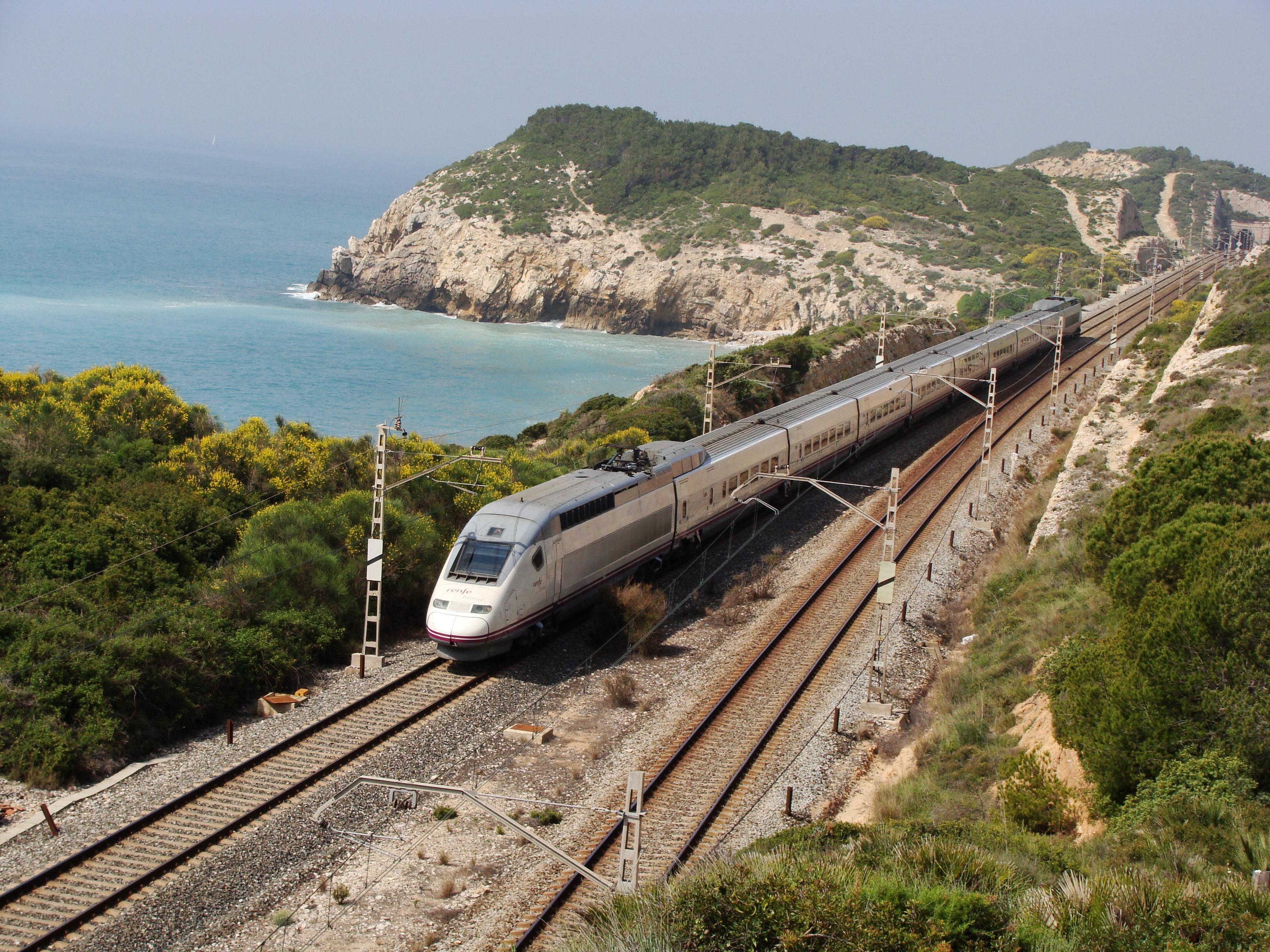
L'Euromed, tren d'alta velocitat que cobreix un trajecte recorrent el País Valencià fins a Catalunya

En tots aquests casos les característiques pròpies de la xarxa de transport poden combinar-se o gestionar-se de diferents maneres, sempre tractant de resoldre el problema bàsic, que és transportar un bé o passatger d'un lloc a un altre en el mínim temps possible, amb unes restriccions de costs. El fet de disposar de diferents mitjans de transport que solucionen el mateix problema permet determinar el grau d'avenç de la xarxa de transport implementada, augmentant la flexibilitat a l'hora de prendre decisions de tipus organitzatiu.
Un exemple clar pot ser, per exemple, el de resoldre el transport d'un passatger en el trajecte Alacant-Barcelona, trajecte que és cobert per diversos mitjans de transport entre els quals destaquen els més avançats, el Tren d'Alta Velocitat Euromed o el pont aeri entre els aeroports de l'Altet i d'El Prat, situats a les comarques d'El Baix Vinalopó i d'El Baix Llobregat, respectivament. Amb dues alternatives, encara i no caracteritzar-se per un alt nivell tecnològic, pot solucionar-se el problema amb major flexibilitat.

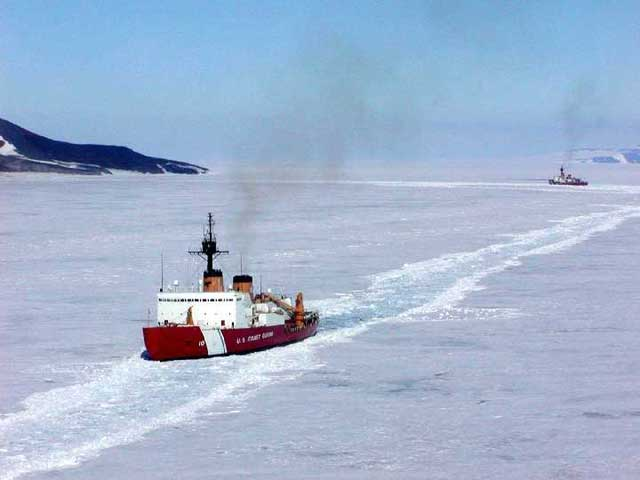
Els viatges a l'Antàrtida requereixen vaixells dissenyats específicament per a l'operació polar. Els vaixells trencaglaç són, generalment, l'única via d'accés al continent.

La combinació de diversos mitjans per a complir el mateix objectiu resulta de molta més utilitat per als usuaris que la presència d'un sol mitjà. Amb un sol mitjà, sense el complement d'altres vies de transport es tenen més problemes de distància que ha de recórrer l'usuari fins al mitjà de transport, problemes de cost per no disposar d'alternatives i fins i tot poden donar-se problemes a l'hora d'establir un programa regular de viatges, ja que els recursos necessaris (materials i persones) per a posar en servei el mateix transport només poden arribar al lloc d'operació fent servir aquest mitjà.
Exemples clars dels inconvenients de disposar només d'un mitjà de transport per a una determinada ruta poden ser: el servei de transport a l'Antàrtida amb vaixells trencaglaç, el transport de materials per al bastiment d'un sistema de ferrocarril continental o bé els sistemes de transport de països subdesenvolupats.

## Transport i comunicacions
El transport i la comunicació són tant substituts com complements. Encara que l'avanç de les comunicacions és important i permet transmetre informació per telègraf, telèfon, fax o correu electrònic, el contacte personal té característiques pròpies que no es poden substituir.
El creixement del transport seria impossible sense la comunicació, vital per a sistemes de transport avançats (control de trens, control del trànsit aeri, control de l'estat del trànsit en carretera, etc.). No existeix, no obstant això, relació provada entre el creixement d'aquests dos sistemes. El millor previsor del creixement d'un sistema de transport és el creixement del producte intern brut (PIB) d'una àrea. Resulta, a més, relativament fàcil trobar prediccions del PIB. La utilització de sèries històriques per a precedir el creixement futur del sistema de transport pot dur a seriosos errors (problema de la "suboptimització" o d'anàlisi fragmentària d'un sistema).

## Transport, activitats i ús de la terra
El transport i l'ús de la terra estan a vegades com el de manera directa. Depenent de l'ús de la terra es generen activitats específiques que no necessàriament coincideixen amb el lloc de residència de qui les desenvolupen, en el cas de la qual s'han de traslladar. Una jornada pot ser dividida entre el temps gastat en activitats i el temps gastat viatjant des de i 
 cap al lloc en el qual es desenvolupen tals activitats. Es diu que el transport és "una demanda indirecta", atès que manca de fi en si mateix, però és necessari per a desenvolupar les activitats en el lloc de destinació.
L'agrupació d'una varietat d'activitats dintre de la mateixa zona terrestre minimitza la necessitat del transport. En canvi, l'organització per zones d'activitats exclusives l'augmenta. No obstant això, hi ha economies d'escala en agrupar activitats, el que impedeix una organització d'activitats per zones completament heterogènies.
També el transport i l'ús de terra actuen recíprocament d'una altra manera, atès que els serveis de transport consumeixen terra, igual que les ciutats. Un sistema de transport eficient pot minimitzar l'ús de la terra. No obstant això, aquest estalvi ha de ser comparat amb el cost; un sistema de transport eficient en una ciutat gran pot tenir un cost summament elevat.

## Transport, energia i ambient

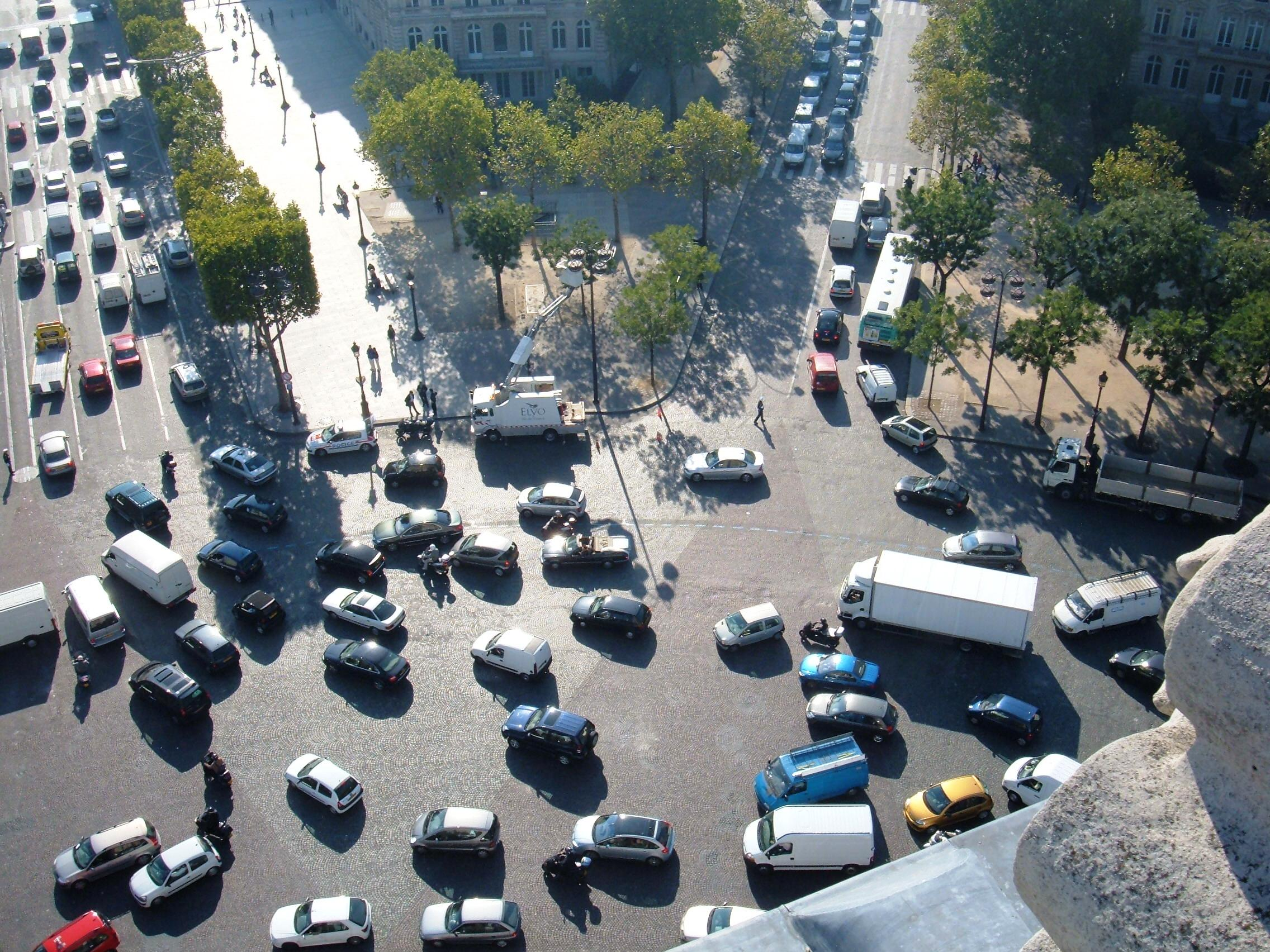
Congestió del trànsit a París, França.

El transport és un consumidor important d'energia, la qual s'obté transformant combustibles, majoritàriament mitjançant motors de combustió interna. En el procés de combustió es generen emissions gasoses (CO₂, CO, NOx, SOx i uns altres, com partícules) que la seva nocivitat depèn de la font d'energia usada.
Sol sostenir-se que els vehicles elèctrics que usen cel·les d'hidrogen són "nets. Però, en realitat, aquests tipus de vehicles generen, avui dia, major contaminació que els vehicles de combustió interna. La raó és que la generació d'hidrogen o electricitat consumeix energia produïda en centrals alimentades principalment per carbó, és a dir, les centrals que s'usen fora de període pic. La producció d'hidrogen introdueix pèrdues de l'ordre del 60% de l'electricitat produïda i, per tant, triplica la quantitat de contaminació produïda en les plantes de carbó. En general, s'estima que l'ús de vehicles d'hidrogen augmentarà la quantitat de diòxids de carboni i de sofre en l'atmosfera (responsables de l'escalfament global i la pluja àcida) però disminuirà la quantitat de composts de nitrogen (responsable de la pol·lució). El seu principal avantatge és l'alliberament de les ciutats de la contaminació directa dels vehicles que hi circulen i també la possibilitat de centralitzar la contaminació en un sol lloc, fent així més fàcil la gestió i control d'aquestes emissions.
Els vehicles elèctrics purs no tenen gaires problemes de pèrdues d'energia (comparat amb els de combustió), ja que els seus motors són molt eficients (més del 90%). A més la possibilitat de generar l'electricitat amb fonts renovables i de proximitat redueix les pèrdues de transport de l'electricitat.
Atès que es preveu l'esgotament del petroli cap al 2050, el transport mundial enfronta el repte de modificar completament els seus sistemes en menys de cinc dècades.
Durant s'han dut a terme millores tècniques encarades a millorar l'eficiència dels vehicles, a conseqüència de regulacions ambientals més estrictes i incorporació de millors tecnologies, (convertidors catalítics, etc.), i, sobretot, per un millor aprofitament del combustible. No obstant això, aquesta situació ha estat més que compensada per la pujada tant del nombre de vehicles com de l'ús creixent anual de cada vehicle, la qual cosa determina que ciutats amb més d'1.000.000 d'habitants presentin problemes d'índexs de contaminació atmosfèrica excessius, afectant la salut de la població.
El transport i la distribució de l'energia ha ocasionat múltiples accidents que han afectat greument a persones, instal·lacions i medi ambient. El transport de l'energia varia depenent del tipus d'energia a transportar.
- El transport del carbó: es duu a terme principalment per carretera i ferrocarril, i últimament s'està incrementant el transport fluvial.
- El transport del petroli: es realitza majoritàriament per oleoductes i petroliers, i al consumidor per mitjà de camions cisterna.
- El transport de l'energia elèctrica: es duu a terme a través de les xarxes elèctriques, que distribueixen el corrent des de les estacions transformadores primàries fins al consumidor.

El medi ambient també causa impactes importants sobre el sistema energètic; es pot destacar l'efecte dels terratrèmols, huracans, tempestes, variacions brusques de temperatura, etc.

## Transport internacional
Les empreses que duen a terme operacions de transport internacional de mercaderies es denominen transitaris. Existeixen diversos convenis que regulen els termes i condicions en què es realitzen el transport de les mercaderies: qui es fa responsable de quines despeses, assegurances de transport, etc. Els termes més usats són els anomenats incoterms. L'Associació de Transport Aeri Internacional regula les condicions del transport aeri de mercaderies.

## Disseny de xarxes de transport
Les xarxes de transport, que hui dia poden tenir un abast global, han de dissenyar-se mitjançant investigacions detallades, permetent complir els objectius pels quals es dissenyen.
Els objectius a l'hora de dissenyar, poden ser tan senzills com satisfer la demanda de transports de tota una societat. L'estudi de sistemes complexos ha de fer estimacions per tractar de dissenyar un sistema que s'avinga de manera òptima al conjunt de necessitats de transports en el marc estudiat.
No ha de confondre's la complexitat del problema de transport amb l'ús de tecnologia avançada. És evident que el problema de disposar un bon sistema de control de trànsit a Singapur o el problema del transport espacial necessiten fortes inversions en tecnologies de control i en tècniques aeroespacials. No obstant això, des del punt de vista de la logística s'han de tenir en compte altres factors, com les restriccions en termes de temps o recursos puntuals. Un exemple d'aquesta complexitat pot ser el del trasllat de pelegrins de la Meca a Medina.

### Disseny de vies de transport
Les vies es dissenyen considerant tres aspectes: la geometria, la resistència i la capacitat. En la pràctica, el disseny de les xarxes de transport se centra en qüestions geomètriques, com definir el seu ample, nombre de carrils, vies o diàmetre. El seu producte és pres per l'especialista en paviments, riells, ponts o conductes i convertit en gruix de calçada, balast, bigues o parets de canonada. L'enginyer de transport és també responsable de definir el funcionament del sistema considerant el temps.

### Modelització del transport
El concepte de "model" ha de ser entès com una representació, necessàriament simplificada, de qualsevol fenomen, procés, institució i, en general, de qualsevol "sistema". És una eina de gran importància per al planificador, car permet simular escenaris d'actuació i temporals diversos que ajuden a avaluar alternatives i realitzar el diagnòstic de futur.
L'esquema clàssic de modelització és el de quatre etapes:
- Model de generació-atracció per a avaluar viatges produïts i atrets per cada zona de transport en distints escenaris
- Model de distribució, per a estimar matrius origen-destinació (O/D) futures.
- Model de repartiment modal, per a determinar la captació de cada manera entre les distintes relacions O/D, per als motius que es calibrin.
- Model d'assignació que permet determinar els camins o rutes escollides per a cada relació i la càrrega per trams per a línies o xarxes viàries en els diferents períodes horaris analitzats.

De vegades, segons les dades disponibles i el tipus d'anàlisi que es desitja es pot prescindir del model de generació, quedant en tres etapes i obtenint-se únicament el model de distribució. En corredors de carreteres sense transport públic realment competitiu, és freqüent suposar que no hi ha canvi modal i només es facin servir els models de distribució (o un model de creixements) i d'assignació.
També es poden esmentar altres tipus de models com els d'usos del sòl que permeten anàlisis correlacionades i complexos entre activitat en el territori i transports.

### Mètodes per al disseny de xarxes de transport
Els principals mètodes per al disseny de xarxes inclouen el mètode de les quatre etapes, l'ús de la teoria de cues, la simulació i els mètodes que podrien anomenar-se de coeficients empírics.

#### Mètode de quatre etapes
En aquest mètode es calcula separadament la "generació de viatges", o nombre de persones o quantitat de càrrega que produeix una àrea; la "distribució" de viatges, que permet estimar el nombre de viatges o quantitat de càrrega entre cada zona d'origen i destinació; la "partició modal", és a dir, el càlcul del nombre de viatges o quantitat de càrrega que usaran les diferents maneres de transport i la seva conversió en nombre de vehicles; i, finalment, l'"assignació", o la definició de quins segments de la xarxa o rutes utilitzaran els vehicles.
Aquest procés es realitza utilitzant la densitat i la localització de població o de càrrega actual per a verificar que els volums prevists pel mètode estiguin d'acord amb la realitat. Finalment, s'usen les estimacions de població futura per a recalcular el nombre de vehicles a cada arc de la xarxa que s'usarà per al disseny. S'utilitza principalment per a la planificació de transport i és exigit per llei en moltes zones urbanes.

#### Mètode de teoria de cues
Utilitza l'estadística i certes assumpcions sobre el procés de servei. Permet estimar, a partir de les taxes d'arribada dels clients (ja siguin vehicles o persones) i de la velocitat d'atenció de cada canal de servei, la longitud de cua i el temps de mitjà d'atenció. La taxa d'arribada dels clients ha d'analitzar-se per a conèixer, no solament la seva intensitat en nombre de clients per hora, sinó la seva distribució en el temps. S'ha trobat, experimentalment, que la distribució de Poisson i les distribucions geomètriques reflecteixen bé l'arribada aleatòria de clients i l'arribada de clients agrupats, respectivament. S'utilitza principalment per a l'estimació de nombre de casetes de peatge, sortidors en estacions de combustible, llocs d'atenció en ports i aeroports i nombre de caixers o línies d'atenció al client requerides en un establiment.

#### Mètodes de simulació de transport
Existeixen dos tipus principals de simulacions en computador utilitzades en l'enginyeria de transport: macrosimulacions i microsimulacions.
Les macrosimulacions utilitzen equacions que reflecteixen paràmetres generals del corrent vehicular, com velocitat, densitat i cabal. Moltes de les idees darrere d'aquestes equacions estan preses de l'anàlisi de flux de líquids o gasos o de relacions trobades empíricament entre aquestes quantitats i les seves derivades.
Les segones simulen cada vehicle o persona individualment i fan ús d'equacions que descriuen el comportament d'aquests vehicles o persones quan segueixen a un altre (equacions de seguiment vehicular) o quan circulen sense impediments.
La teoria de cues es basa en processos estocàstics.

#### Mètodes de coeficients
Utilitzen equacions de tipus teòric però, en general, parteixen de mesuraments que indiquen la capacitat d'una xarxa en condicions ideals. Aquesta capacitat, normalment, va disminuint a mesura que la xarxa o circumstàncies s'allunyen d'aquest ideal.
Els mètodes proporcionen coeficients menors que la unitat, pels quals s'ha de multiplicar la capacitat "ideal" de la xarxa per a trobar la capacitat en les condicions donades.